# 꼭지 (단위)
꼭지는 길이의 단위이다. 실의 길이를 잴 때 쓴다. 한 꼭지는 스무 자로 약 6.66미터에 해당한다.